# 고의정
고의정(2000년 7월 5일 ~ )은 대한민국의 배구 선수이자, 2023년 현재 김천 한국도로공사 하이패스 배구단 소속 선수이다.